# Bâtiment administratif de la cour

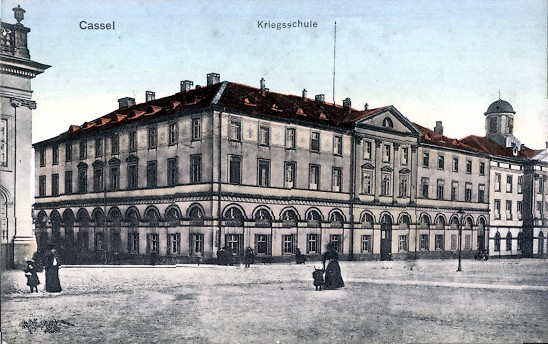
L'école de guerre de Cassel vers 1903

Le bâtiment de l'administration de la cour de Cassel est un immeuble de bureaux représentatif du style Empire sur la Friedrichsplatz.

## Histoire

### Construction
Il est construit dans les années 1826-1829 sous l'électeur Guillaume II sur le côté nord de la Friedrichsplatz entre le musée Fridericianum construit en 1769-1776 et l'église Sainte-Élisabeth construite en 1770-1777, en contrepartie du Palais Rouge (de) construit en 1821-1826 dans l'espace vide entre le Palais Blanc (de) et le Fridericianum, achevant ainsi le côté nord somptueux de la place. Il est séparé du Fridericianum par une rue étroite, le Steinweg.
L'architecte est Johann Conrad Bromeis (de), qui est l'architecte de la cour de l'électeur depuis 1821. La construction est financée en partie par la vente de l'ancien bâtiment de l'administration du la cour sur Steinweg. Il s'agit de trois étages sous un toit plat avec des pans de toit latéraux biseautés sur tous les côtés, sur lesquels des lucarnes laissent entrer la lumière dans le grenier. La façade sur la Friedrichsplatz a axes, avec un avant-corps central à trois axes sous un pignon triangulaire ; les fronts latéraux sont à dix axes.
Afin d'équilibrer les couleurs de tout le côté nord de la Friedrichsplatz, l'église Sainte-Élisabeth à l'extrémité Est est peinte du même blanc-gris verdâtre que le Palais Blanc à l'ouest, tandis que le nouveau bâtiment de l'administration de la cour, en contrepartie du Palais Rouge, est peint en rouge avec des parties architecturales jaunes ; Pour des raisons de coût, les pierres de taille de grès rouge du Palais Rouge sont évitées et un bâtiment en plâtre peint en rouge avec des parties architecturales rehaussées de jaune est érigé. Le Fridericianum au milieu est conservé en gris clair.

### Utilisation
Un certain nombre d'autorités de la cour, qui sont auparavant basées à Steinweg, déménagent et se trouvent maintenant à proximité du nouveau palais : le bureau du maréchal de la cour, le trésor de la cour, la chambre du mobilier et du linge, la chambre de la couret la commission des ordres. De plus, plusieurs appartements de service sont aménagés.
Après l'annexion de l'électorat de Hesse par la Prusse après la guerre austro-prussienne en 1866, le bâtiment est utilisé à partir de 1868 comme école de guerre (école militaire et des cadets) pour la formation des aspirants officiers. Un éminent diplômé de l'école est le prince siamois Paribatra Sukhumbandh (de), un fils du roi Chulalongkorn, qui est là pour six mois de formation à partir d'avril 1900.
Après 1919, le bâtiment est le siège de diverses institutions administratives et à partir de 1935, début du réarmement de la Wehrmacht, jusqu'en 1938, le commandement général de la région militaire IX s'y installe. Après le déménagement du commandement général dans son quartier général nouvellement construit en 1937-1938 sur Graf-Bernadotte-Platz, la conversion en haute présidence de la province prussienne de Hesse-Nassau commence. Cependant, cette entreprise reste inachevée à cause de la guerre.

### Destruction et démolition
Lors du raid aérien intensif sur Cassel le 22 octobre 1943, le bâtiment brûle et une partie de la façade est détruite, mais les murs extérieurs et intérieurs sont en grande partie préservés. Une éventuelle reconstruction n'est pratiquement pas envisagée, et comme beaucoup d'autres monuments de la ville qui ont été endommagés par la guerre mais non détruits, cet édifice est victime de la reconstruction. Il est dynamité en 1954. Aujourd'hui, la Frankfurter Strasse, dont le tracé est modifié après la guerre, passe par l'emplacement de l'ancien bâtiment administratif de la cour.